# Büyükabdiuşağı, Akpınar
Büyükabdiuşağı là một thị trấn thuộc huyện Akpınar, tỉnh Kırşehir, Thổ Nhĩ Kỳ. Dân số thời điểm năm 2010 là 536 người.